# Faune et flore des Hébrides extérieures

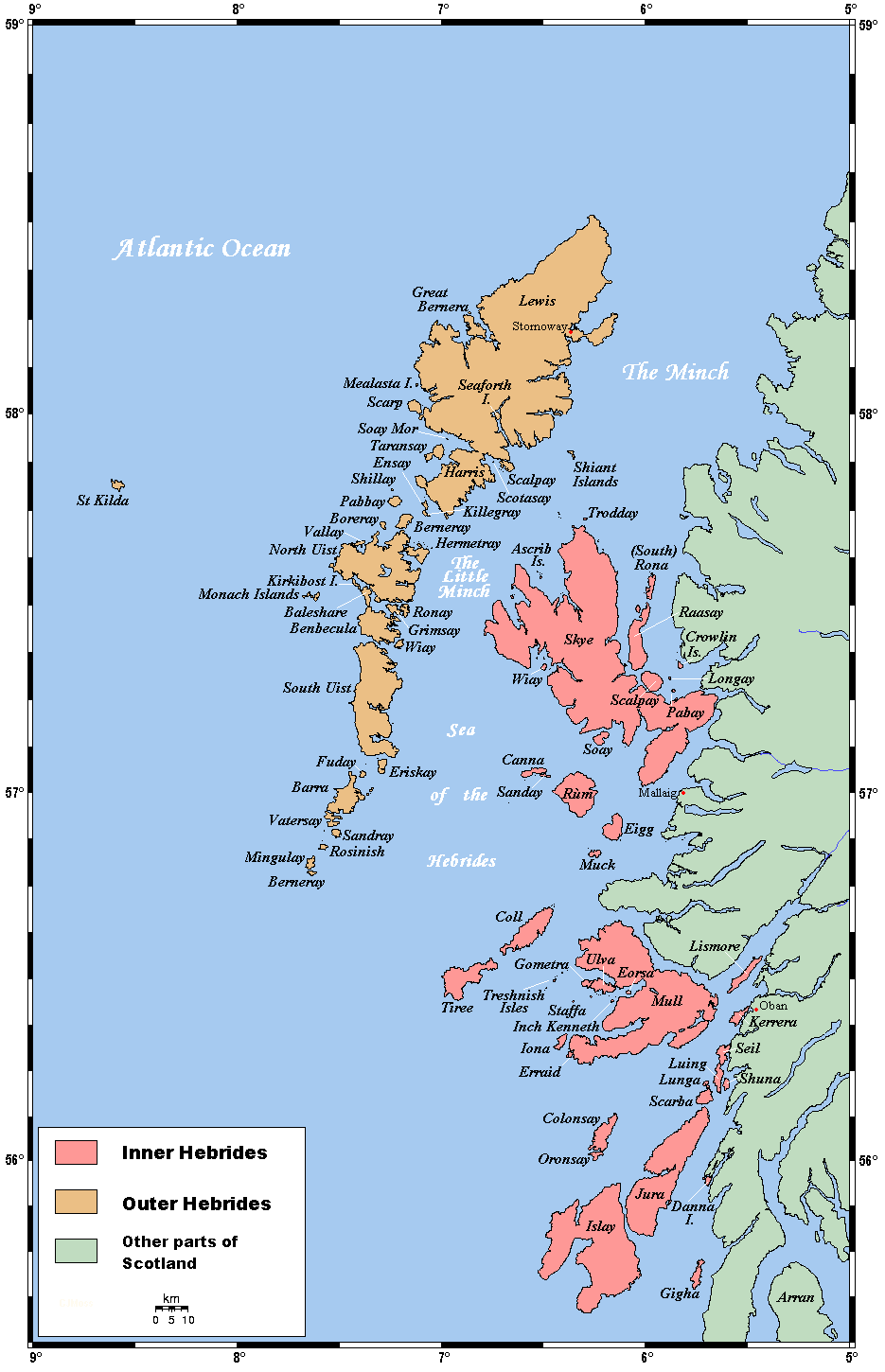
Les Hébrides (Hébrides extérieures en orange)

La faune et la flore des Hébrides extérieures dans le nord-ouest de l'Écosse constituent un écosystème unique et diversifié. Les Hébrides extérieures sont un long archipel situé sur les rives orientales de l'océan Atlantique. Elles attirent une grande variété d'oiseaux marins, dont certains visiteurs exotiques, grâce au Gulf Stream par lequel elles sont traversées.

## Faune

### Des oiseaux

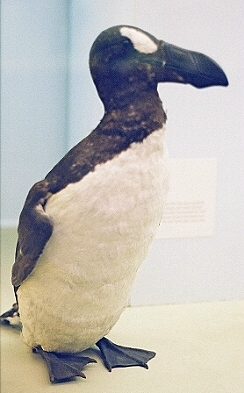
Grand pingouin monté, Natural History Museum, Londres. L'un des derniers spécimens survivants a été tué sur Stac an Armin à St Kilda

Trois cent vingt-sept espèces d'oiseaux ont été enregistrées dans les îles occidentales et plus de cent s'y reproduisent[réf. nécessaire]. Les îles offrent une voie de migration naturelle pour les oiseaux terrestres migrateurs vers, et depuis leurs aires de reproduction arctiques, et un refuge pour les vagabonds emportés par le vent d'Amérique et d'Europe du Nord. De nombreuses espèces d'oiseaux se reproduisent dans les îles de l'ouest et les îles environnantes, y compris la plupart des râles des genêts britanniques qui se reproduisent sur les croftlands de toutes les îles.
De nombreuses espèces d'oiseaux marins habitent les zones côtières des îles, telles que les cormorans huppés, les fous de Bassan, les fulmars boréaux, les mouettes tridactyles, les guillemots et plusieurs espèces de goélands.
Dans les collines d'Uig, Lewis (en), il est possible d'observer des aigles royaux ; il a également été affirmé que des pygargues à queue blanche ont été aperçus dans la région. Dans la région de Pairc, on peut voir des huîtriers pie et des courlis eurasiens se nourrir.
Quelques couples de faucons pèlerins survivent sur les falaises côtières et le faucon émerillon ainsi que la buse variable ne sont pas rares sur les collines et les landes. Les plongeurs à gorge rouge nichent sur d'innombrables petits tarns et quelques plongeurs à gorge noire peuvent être trouvés sur de plus grands lochs. Les labbes arctiques se propagent au sud de Lewis jusqu'à South Uist, mais le grand labbe se reproduit encore uniquement à Lewis, St Kilda, North Rona, les îles Shiant et Barra Head.
Une caractéristique importante de l'avifaune hivernale est la grande diversité de la sauvagine. Une variété de canards, comme l'eider à duvet et le harelde kakawi, se trouvent dans les eaux peu profondes autour de Lewis.
Les Îles Shiant ont une grande population d'oiseaux marins, dont des dizaines de milliers de macareux nichant dans des terriers sur les pentes du Garbh Eilean, ainsi qu'un nombre important de guillemots, de petits pingouins, des fulmars boréaux, des mouettes tridactyles, des cormorans communs, des mouettes et grands labbes.

#### Berneray (North Uist)
Les pratiques de crofting sur Berneray encouragent un large éventail d'oiseaux. Au début des soirées d'été, il est parfois possible d'entendre des tambours de bécassines, et même la râpe d'un râle des genêts. Des cygnes peuvent être vus sur le Loch Brusda, tout comme des oies cendrées. En hiver, ils sont rejoints par des bernaches, et quelques bernaches cravant. Les corbeaux et les buses sont souvent visibles. Les aigles royaux et les busards Saint-Martin sont plus rares, généralement en hiver. Les échassiers sur le rivage comprennent les chevaliers gambettes, les bécasseaux sanderlings, les tourniquets, les huîtriers, les bécasseaux, les courlis, les courlis corlis, les pluviers annelés et les hérons cendrés. Plus loin, sur les rives de Berneray, se trouvent des colverts, des eiders, des harles huppés et, plus rarement, des scaphandres et des grands plongeurs nordiques. Les grands cormorans pêchent dans les mers autour de Berneray tout au long de l'année.

#### St Kilda

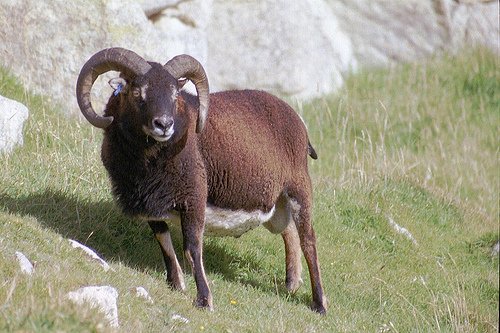
Soay ram sur St Kilda

Saint-Kilda est un lieu de reproduction pour de nombreuses espèces d'oiseaux marins importantes. La plus grande colonie de fous de Bassan au monde, totalisant 30 000 couples, représente 24 % de la population mondiale.
Il y a 49 000 couples reproducteurs de pétrels de Leach, soit jusqu'à 90 % de la population européenne ; 136 000 couples de macareux moines, soit environ 30 % de la population nicheuse totale du Royaume-Uni, et 67 000 couples de fulmars boréaux, soit environ 13 % du total britannique.
Dùn abrite la plus grande colonie de fulmars du Royaume-Uni. Avant 1828, St Kilda était leur seul lieu de reproduction au Royaume-Uni, mais ils se sont depuis propagés et ont établi des colonies ailleurs, comme Fowlsheugh. Le dernier grand pingouin vu en Grande-Bretagne a été tué à Stac an Armin en juillet 1840.
Un comportement inhabituel des grands labbes (bonxies) de St Kilda a été enregistré en 2007 lors de recherches sur les chutes récentes de la population de pétrels de Leach. À l'aide d'un équipement de vision nocturne, des écologistes ont observé les labbes chassant les pétrels la nuit, une stratégie remarquable pour un oiseau marin.
Une sous-espèce de Troglodyte mignon, le troglodyte de St Kilda est unique à St Kilda.

### La vie marine

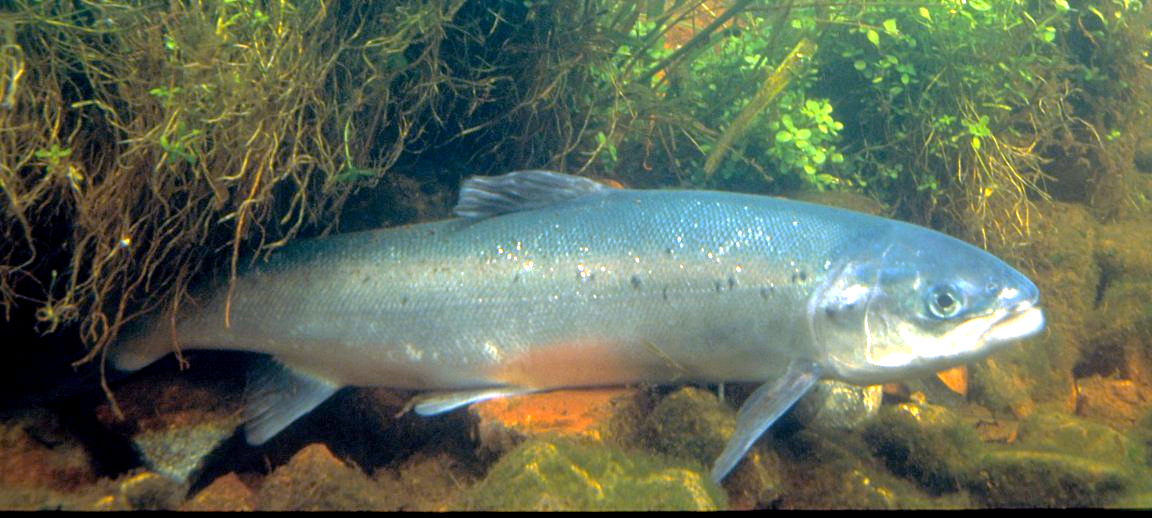
Saumon atlantique

Au large, il est courant de voir des phoques, en particulier dans le port de Stornoway, et avec un peu de chance, il est possible de rencontrer des dauphins, des marsouins, des requins et même occasionnellement des baleines.
Des tortues occasionnelles, principalement caouannes et coriaces, peuvent être rencontrées dans les eaux côtières.
Dans la Grande Bernera, la vie marine est particulièrement riche là où il y a un courant de marée entre le Caolas Bhalasaigh et le lac marin intérieur de Tòb Bhalasaigh. Il existe de nombreux mollusques, éponges, ophiures et étoiles de mer, ces dernières atteignant une taille sensiblement plus grande que la normale. Le corail en coupe, l'anémone Snakelocks et le corail aux doigts d'homme mort peuvent également être trouvés ici. Les poissons communs comprennent le Lipophrys pholis (shanny) et le Stromateidae (butterfish). Les phoques gris et les phoques communs sont des visiteurs réguliers off-shore.
Les phoques communs se rassemblent souvent à marée basse sur les rochers de Bays Loch à Berneray (North Uist), les Phoque gris, qui sont plus gros et se distinguent par leurs longs museaux, s'y trouvent aussi occasionnellement, mais sont plus fréquents au large de l'ouest de la plage. Le phoque gris se reproduit désormais sur Hirta.
La plage de Village Bay à St Kilda est inhabituelle en ce sens que sa courte étendue de sable d'été recule en hiver, exposant les gros rochers sur lesquels elle repose. Une étude de la plage en 1953 n'a trouvé qu'une seule espèce résidente, le crustacé isopode.
Parmi les espèces les plus exotiques trouvées au large des Hébrides extérieures, se trouve le calmar géant dont des spécimens sont parfois échoués sur les îles.

### Mammifères terrestres

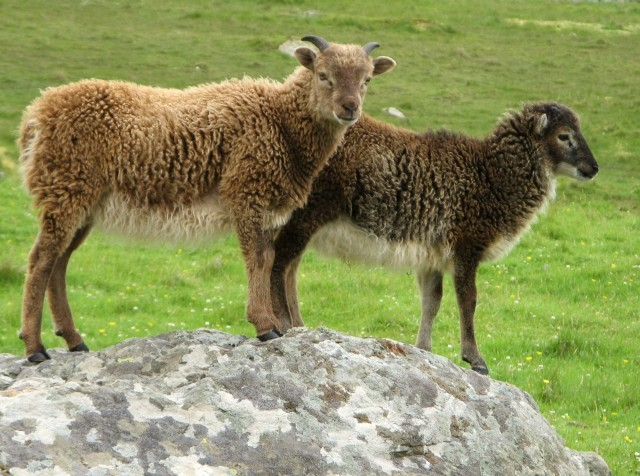
Agneaux de Soay sur Hirta

Il n'y a qu'un seul mammifère terrestre indigène dans les îles occidentales, la loutre d'Eurasie. À l'inverse, le cerf élaphe, le lapin européen, le lièvre bleu, le hérisson, les rats bruns et noirs, le chat sauvage, le vison et le putois ont été introduits par l'homme[réf. nécessaire]. L'origine des souris et des campagnols est incertaine .
Il y a eu une controverse considérable sur les hérissons à South Uist. Ces derniers ne sont pas originaires des îles, ils ont été introduits au cours des années 1970 pour réduire le nombre de parasites. Ils représentent désormais une menace pour les œufs des échassiers nichant au sol dans la réserve. En 2003, Scottish Natural Heritage a entrepris un abattage de hérissons dans la région .
Le vison d'Amérique est une autre espèce introduite et cause des problèmes à la fois aux oiseaux indigènes nichant au sol, à l'industrie de la pêche locale et aux aviculteurs. En raison de cet impact et à la suite d'une éradication réussie de l'espèce des Uists et Barra, la deuxième phase en cours du Hebridean Mink Project vise à débarrasser Lewis et Harris des visons de la même manière.
Les îles Shiant abritaient une colonie de rats noirs, qui pourraient provenir d'un naufrage. À part une ou deux petites îles dans le Firth of Forth, les Shiants étaient le seul endroit au Royaume-Uni où l'on pouvait trouver le rat noir ou rat de navire .
L'analyse du contenu de leur estomac a démontré que les rats Shiant mangeaient des oiseaux de mer, mais il est impossible de dire s'ils se nourrissaient d'oiseaux vivants ou s'ils ramassaient simplement des restes morts. À la suite d'un programme mené entre 2014 et 2018 par la RSPB, Scottish Natural Heritage et les gardiens des Shiants, la Famille Nicolson des Shiants a été officiellement déclarée indemne du rat noir.
Une sous-espèce de souris des bois connue sous le nom de mulot de St Kilda est unique à St Kilda. Une sous-espèce de souris domestique connue sous le nom de souris domestique de St Kilda a complètement disparu après l'évacuation des habitants humains, car elle était strictement associée à la vie humaine. Il avait un certain nombre de traits en commun avec une sous-espèce.
Le mouton Soay est une race très primitive qui ne nécessite pas de tonte. Les nombres varient de 600 à 1 700 sur Hirta, et 200 restent sur Soay. Quelques-uns ont été exportés pour former des populations reproductrices dans d'autres pays où ils sont appréciés pour leur rusticité et leur petite taille. Sur Hirta et Soay, ils préfèrent les pâturages plantago qui poussent bien dans les endroits exposés aux embruns et comprennent la fétuque rouge, le plantain marin et l'armérie maritime (rose de mer). Il existe également une race de moutons sauvages, le mouton de Boreray qui est l'un des moutons britanniques les plus menacés,.
Certains prétendent que le parc du château de Stornoway abrite des chauves-souris. De plus, il y a des animaux d'élevage tels que des moutons, des bovins et quelques porcs.

### Reptiles et amphibiens

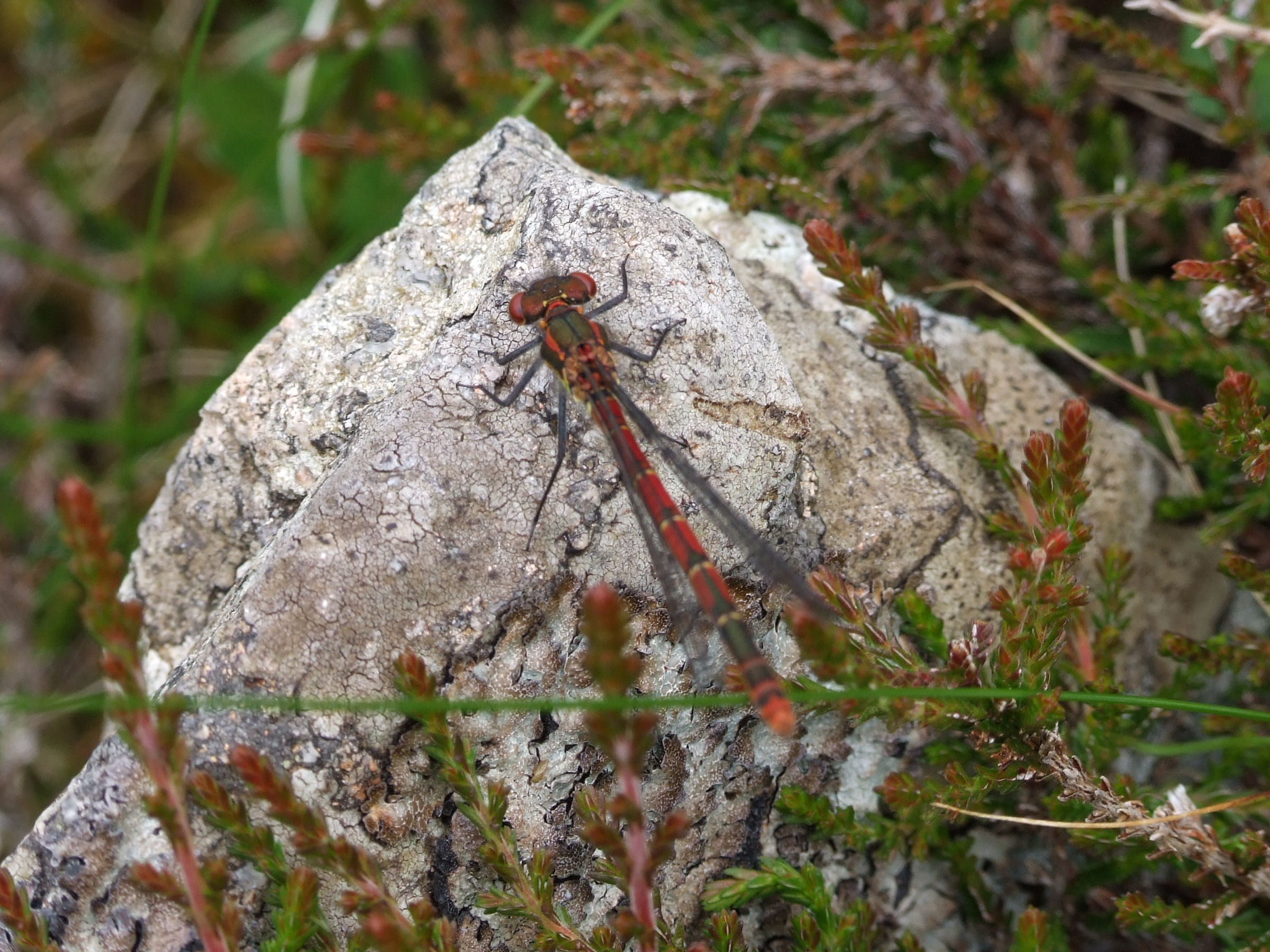
Libellule près de Valtos, Uig

Aucun serpent n'habite Lewis, mis à part le ver lent qui pourrait être confondu avec un serpent. La grenouille rousse peut être trouvée au centre de l'île  bien qu'elle soit une espèce introduite à l'instar des tritons et des crapauds présents.

### Insectes
Le plus célèbre insecte de l'île est le culicoides impunctatus (midge Highland), qui est toujours présent près de l'eau à certains mois de l'année[Lesquels ?].
Pendant les mois d'été, plusieurs espèces de papillons et de libellules peuvent être trouvées, en particulier à l'extérieur de Stornoway.

## Flore

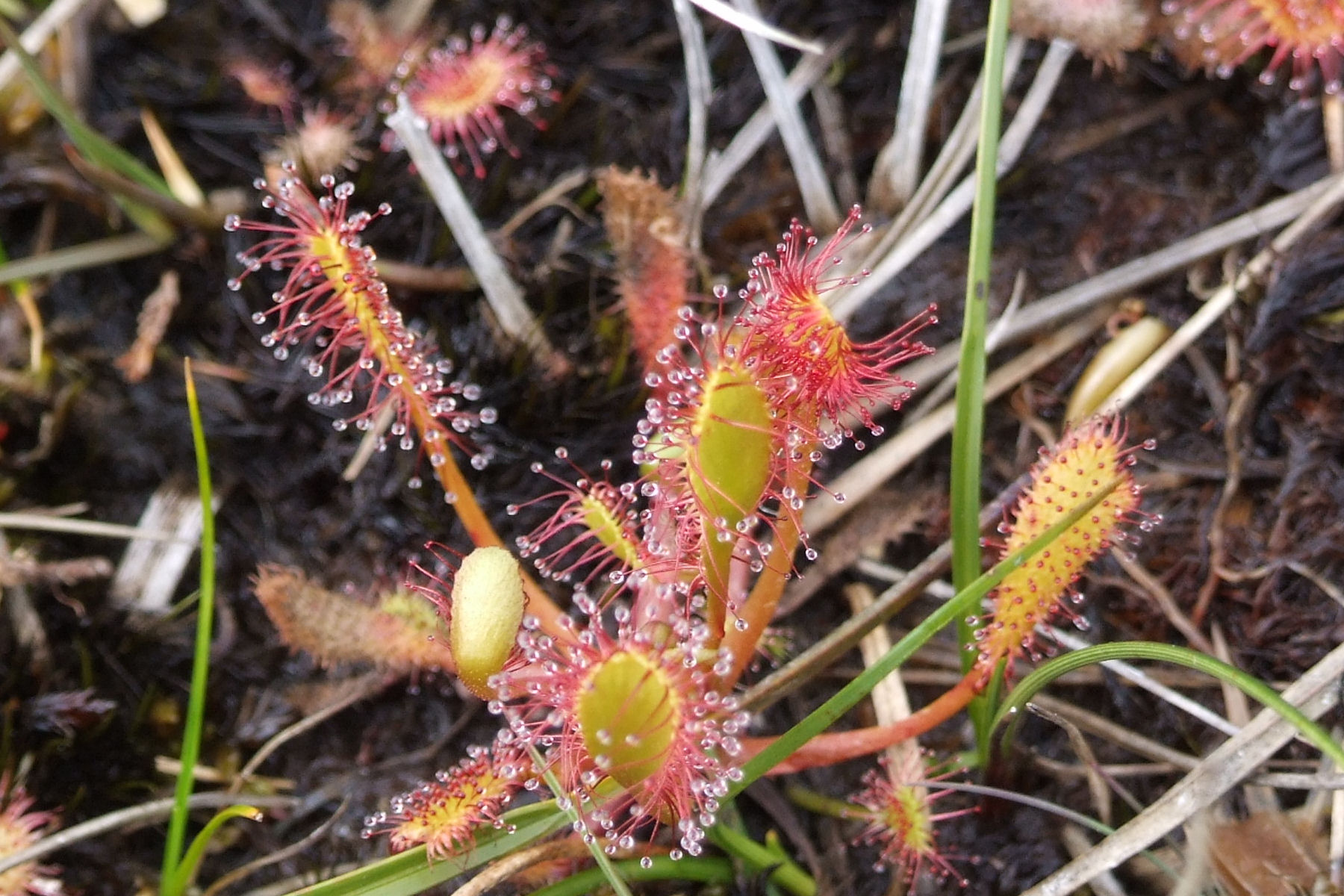
Droséra près de Valtos

Le machair est connu pour différentes espèces d'orchidées et la végétation associée telles que diverses graminées. Trois bruyères : la lingue, la bruyère cloche et la bruyère à feuilles croisées prédominent dans les vastes étendues de végétation des landes qui abritent également un grand nombre de plantes insectivores telles que les droséras. L'étendue de landes couvertes de bruyère explique le nom gaélique Eilean an Fhraoich.
Lewis était autrefois couvert de forêts, mais les seuls bois naturels restants se trouvent dans de petites poches sur les falaises intérieures et sur les îles des lochs, loin du feu et des moutons. Ces dernières années, des plantations d'épicéas et de pins de la Commission des forêts du Royaume-Uni ont été effectuées ; mais, la plupart des pins ont été détruits par une infestation de mites. Les bois mixtes les plus importants sont ceux plantés autour du château de Lews à Stornoway, datant du milieu du XIXe siècle.
La fleur de Bonnie Prince Charlie (Liseron des dunes : Calystegia soldanella), réputée originaire de graines françaises larguées par Charles Édouard Stuart c'est-à-dire Bonnie Prince Charlie, est, en Ecosse, trouvée uniquement sur Vatersay et Eriskay .
La vie végétale à St Kilda est fortement influencée par les embruns salés, les vents forts et les sols tourbeux acides. Aucun arbre ne pousse sur l'archipel, bien qu'il existe plus de 130 plantes à fleurs différentes, 162 espèces de champignons et 160 bryophytes. Plusieurs raretés existent parmi les 194 espèces de lichens. Le varech prospère dans les mers environnantes, qui contiennent une diversité d'invertébrés marins inhabituels. Le pissenlit de St Kilda est une espèce de pissenlit endémique de l'île de Hirta, identifiée en 2012.
Sur Mingulay, il n'y a qu'un seul arbre - un peuplier de deux mètres de haut - sur une falaise surplombant la baie de Mingulay. Le Panicaut maritime (houx de mer), par ailleurs rare dans les îles de l'ouest, a poussé sur Mingulay depuis au moins la fin du XIXe siècle. Le Lysimachia maritima (glaux maritime) (milkwort), est seulement situé au niveau de la mer et est capable de pousser sur les hauts sommets des falaises grâce aux embruns et au guano de mouettes (comprenant de l'azote).

## Réserves naturelles et sites d'intérêt scientifique particulier

### Île de Lewis
Il y a quinze sites d'intérêt scientifique particulier sur Lewis (Site of Special Scientific Interest) dans la catégorie biologie, répartis sur l'île. En outre, les tourbières de Lewis sont reconnues par le NatureScot (Scottish Natural Heritage) comme une zone de protection spéciale, zone spéciale de conservation et site Ramsar, ce qui montre leur importance en tant que zone humide  et habitat pour les oiseaux migrateurs et résidents.

### Réserve RSPB de Balranald
Située à l'extrême ouest de North Uist, la réserve RSPB de Balranald comprend des plages de sable, des estrans rocheux, des marais et des dunes de sable. Un centre d'information explique l'importance du crofting (en) traditionnel pour les râles des genêts et autres animaux sauvages.
De nombreux oiseaux échassiers des terres agricoles nichent sur les machairs et les crofts riches en fleurs.

### Réserve naturelle de South Uist
Le Loch Druidibeg (en) au nord de l'île est une réserve naturelle nationale détenue et gérée par Scottish Natural Heritage. La réserve couvre 1 677 hectares de machair, de tourbière, de lochs d'eau douce, de landes de bruyère d'estuaire et de colline. Plus de 200 espèces de plantes à fleurs ont été enregistrées dans la réserve dont certaines sont rares sur le plan national. South Uist est considéré comme le meilleur endroit au Royaume-Uni pour Najas flexilis (en) qui est une espèce protégée européenne.
Des populations importantes à l'échelle nationale d'échassiers nicheurs sont également présentes, notamment le chevalier gambette, le bécasseau variable, le vanneau huppé et le pluvier annelé. La réserve abrite également des oies cendrées sur le loch et en été des râles des genêts sur le machair. Des loutres et des busards Saint-Martin sont également observés.

### Réserve naturelle des îles Monach
Les îles Monach sont une réserve naturelle nationale pour le machair vierge et sa population de phoques gris. Environ 10 000 phoques viennent à terre chaque automne pour s'accoupler et avoir leurs petits, ce qui en fait l'une des plus grandes colonies de ce type au monde. Il y a aussi un grand nombre d'oiseaux marins nicheurs et une flore riche. Les hérons cendrés nichent dans certains des bâtiments abandonnés.

### Mingulay et Berneray

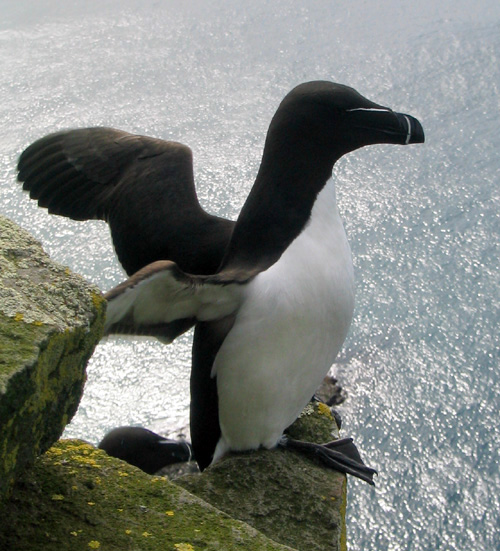
Petit Pingouin : Alca torda

Mingulay et Berneray à proximité sont devenus un site d'intérêt scientifique particulier en 1983. Mingulay compte une importante population d'oiseaux marins et constitue un important lieu de reproduction pour les petits pingouins (9 514 couples, 6,3 % de la population européenne), les guillemots (11 063 couples) et les mouettes tridactyles (2 939 couples). Des cormorans (694 individus), des fulmars (11 626 couples), des macareux moines (2 072 couples), des pétrels tempête, des sternes pierregarin, des sternes arctiques, des grands labbes (bonxies) et diverses espèces de goélands nichent également dans les falaises marines. Les puffins mannois ont niché sur la pile de Lianamul jusqu'à la fin du XVIIIe siècle, lorsqu'ils ont été chassés par des macareux, et des guillemots à miroir y ont également été enregistrés.
Les moutons broutent les pâturages accidentés de l'île et il existe une population de lapins introduits par les bergers après l'évacuation de 1912. Les phoques gris sont abondants, leur nombre ayant considérablement augmenté depuis le départ des résidents humains. Bien qu'ils ne se reproduisent pas, jusqu'à 1 000 phoques fréquentent la plage en hiver.

### Îles Flannan

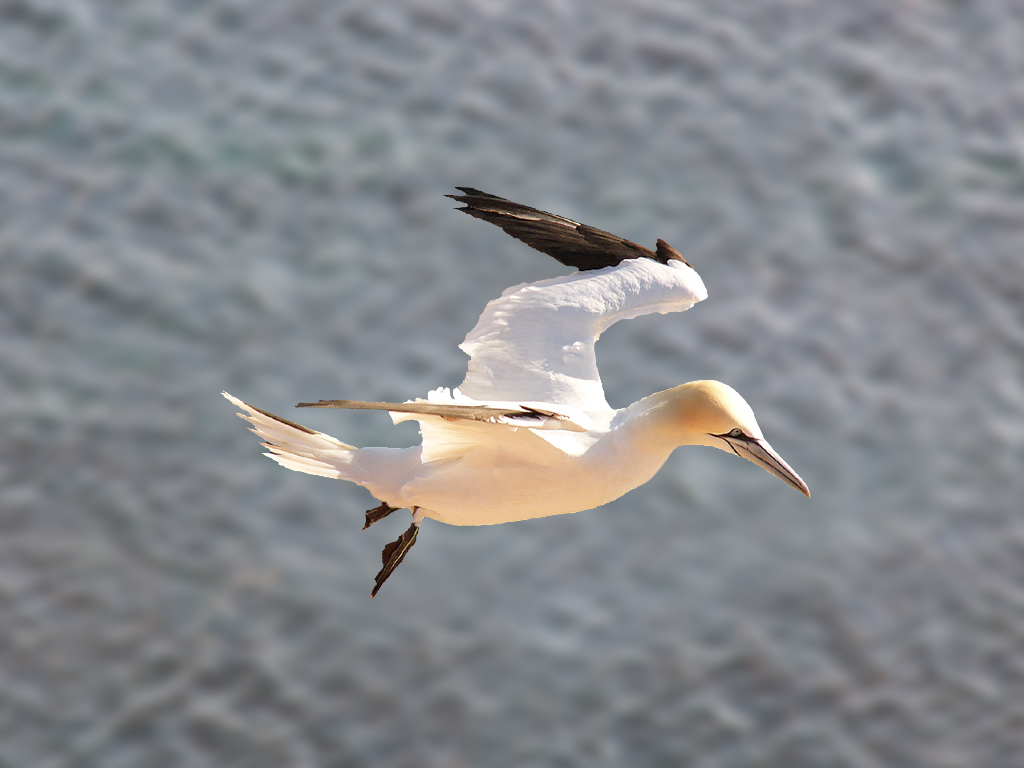
Fou de Bassan (Morus bassanus)

Les îles Flannan permettent la nidification d'une population d'oiseaux marins, notamment des macareux moines, des fulmars boréaux, des pétrels tempête européens, des Océanite cul-blanc (pétrels de Leach), des cormorans huppés rouges et des mouettes tridactyles. Il y a un morus sur Roaireim. Depuis la fin du Moyen Âge, les habitants de Lewis ont régulièrement pillé ces nids pour les œufs, les oiseaux et les plumes.
Il existe une population de lièvres arctiques, amenés dans les îles par les gardiens de phare, et des petits fermiers de Bernera font paître des moutons sur les îles les plus fertiles.
Des baleines de Minke, des globicéphales ainsi que des dauphins de Risso et d'autres espèces sont couramment observés dans les environs.
Les îles sont devenues un site d'intérêt scientifique particulier en décembre 1983.

### St Kilda
À sa mort le 14 août 1956, le marquis de Bute légue l'archipel au National Trust for Scotland à condition que celui-ci accepte l'offre dans les six mois. Après de longues réflexions, le Comité exécutif accepte l'offre en janvier 1957. La lente rénovation et la conservation du village ont commencé, en grande partie grâce à des groupes de travail bénévoles en été. En outre, des recherches scientifiques ont commencé sur la population de moutons sauvages de Soay et d'autres aspects de l'environnement naturel. En 1957, la zone a été déclarée réserve naturelle nationale.
En 1986, les îles sont devenues le premier lieu d'Écosse à être inscrit au patrimoine mondial de l'UNESCO pour ses caractéristiques naturelles terrestres. En 2004, St Kilda a obtenu un statut commun « marin » pour ses caractéristiques naturelles exceptionnelles, ses habitats pour les espèces rares et menacées et sa population d'oiseaux marins d'importance internationale. En 2005, St Kilda est ainsi devenu l'un des sites mondiaux à avoir obtenu le statut de patrimoine mondial pour son importance à la fois « naturelle » et « culturelle ». Les îles partagent cet honneur avec des sites d'importance internationale tels que le Machu Picchu au Pérou, le mont Athos en Grèce et le parc Ukhahlamba/ Drakensberg en Afrique du Sud.
Le site de St Kilda couvre une superficie totale de 24 201,4 hectares.
St Kilda est un monument classé, une zone panoramique nationale, un site d'intérêt scientifique particulier et une zone de protection spéciale de l'Union européenne. Les yachts de passage peuvent trouver refuge à Village Bay, mais ceux qui souhaitent accoster sont priés de contacter à l'avance le National Trust for Scotland. L'introduction d'espèces animales et végétales non-indigènes dans un environnement aussi fragile suscite des inquiétudes.
La puissance de la houle nord-atlantique est telle que les effets des vagues peuvent être détectés à 70 mètres (230 pi) sous le niveau de la mer. En 2008, le National Trust for Scotland a reçu le soutien du ministre écossais de l'Environnement, Michael Russell, pour son plan visant à garantir qu'aucun rat ne débarque du Spinningdale, un navire de pêche espagnol échoué à Hirta. On craignait que la faune aviaire de l'île ne soit sérieusement affectée . Heureusement, les contaminants potentiels du navire, notamment le carburant, les huiles minérales, les appâts et les provisions, ont été retirés avec succès par la société de sauvetage néerlandaise Mammoet avant la saison de reproduction des oiseaux début avril.